# Distrito de Ambalavao
Ambalavao es un distrito de la región de Haute Matsiatra, en la isla de Madagascar, con una población estimada en julio de 2014 de 215 094 habitantes.
Se encuentra ubicado en el centro-sur de la isla, a poca distancia al sur de la capital nacional, Antananarivo.